# Thriller (sång)
"Thriller" är en sång från 1982 med Michael Jackson från musikalbumet Thriller. Musikvideon till låten väckte stor uppmärksamhet, eftersom den var mycket påkostad, 14 minuter lång, och förutom dansnummer innehöll en ramberättelse med skräcktema och talade repliker. Idag räknas den som en av de absolut mest minnesvärda musikvideorna genom tiderna. "Thriller" släpptes som singel 1983. "Thriller", avslutas med en kortare monolog, utförd av Vincent Price.